# Dagmar Nyström-Bergvall
Anna Dagmar Eufemia Nyström-Bergvall, född 25 juni 1887 i Motala, död 7 juni 1964 i Göteborg, var en svensk målare och skulptör.
Hon var dotter till folkskolläraren Johan Nyström och Eufemia Svensson och från 1919 gift med advokaten Ragnar Bergvall. Hon studerade konst för Willy Spatz, Lothar von Kunowski och Gertrud von Kunowski i Düsseldorf och en kortare tid för Birger Simonsson vid Valands målarskola i Göteborg och därefter en kort period vid Slöjdföreningens skola där hon huvudsakligen arbetade med skulpturer. Hon debuterade på en utställning i Düsseldorf 1916 och ställde tillsammans med Ivan Broberg och Ernst Larsson ut i Göteborg 1945. Hennes konst består av stilleben, porträtt och landskapsmålningar samt mindre skulpturer.